# تيد جونسون (لاعب كرة قدم أمريكية)
تيد جونسون (بالإنجليزية: Ted Johnson)‏ هو لاعب كرة قدم أمريكية أمريكي، ولد في 4 ديسمبر 1972 في ألاميدا في الولايات المتحدة.

## وصلات خارجية
- تيد جونسون على موقع مرجع كرة القدم المحترفة.كوم (الإنجليزية)